# Абдолрахім Мусаві
Сайєд Абдолрахім Мусаві (перс. سید عبدالرحیم موسوی), також пишеться Саїд Абдолрахім Мусави, — іранський військовий офіцер. Станом на червень 2025 року він є начальником Генерального штабу та головнокомандувач армії Ісламської Республіки Іран, посада, яку він обіймає з 21 серпня 2017 року. Він був другим командувачем армії Ісламської Республіки Іран з 2008 по 2016 рік, а раніше — заступником начальника Генерального штабу Збройних сил Ісламської Республіки Іран.
10 березня 2024 року Верховний лідер Алі Хаменеї нагородив Мусаві медаллю Ордена Фатха (також відомою як Медаль Перемоги) за «покращення обороноздатності, бойових дій та стримування» збройних сил Ірану. Того ж дня медаллю також було нагороджено головнокомандувача Корпусу вартових Ісламської революції Хоссейна Саламі.
13 червня 2025 року Алі Хаменеї призначив Мусаві начальником Генерального штабу після вбивства його попередника Мохаммеда Багері під час ізраїльських ударів по Ірану в червні 2025 року.
Перебуває під санкціями Великої Британії.